# Grodzisk Duży
Grodzisk Duży (prononciation : [ˈɡrɔd͡ʑisk ˈduʐɨ]) est un village polonais de la gmina de Czerwin dans le powiat d'Ostrołęka de la voïvodie de Mazovie dans le centre-est de la Pologne.

## Histoire
De 1975 à 1998, le village appartenait administrativement à la voïvodie d'Ostrołęka.